# Лонг-Айленд (Мен)
Лонг-Айленд (англ. Long Island) — місто (англ. town) в США, в окрузі Камберленд штату Мен. Населення — 234 особи (2020).

## Демографія
Згідно з переписом 2010 року, у місті мешкало 230 осіб у 99 домогосподарствах у складі 70 родин. Було 381 помешкання
Расовий склад населення:
| - 93,5 % — білих - 2,6 % — азіатів - 2,2 % — чорних або афроамериканців - 0,4 % — корінних американців |

До двох чи більше рас належало 0,9 %. Частка іспаномовних становила 2,2 % від усіх жителів.
За віковим діапазоном населення розподілялося таким чином: 20,4 % — особи молодші 18 років, 50,9 % — особи у віці 18—64 років, 28,7 % — особи у віці 65 років та старші. Медіана віку мешканця становила 52,0 року. На 100 осіб жіночої статі у місті припадало 98,3 чоловіків;  на 100 жінок у віці від 18 років та старших — 94,7 чоловіків також старших 18 років.
Середній дохід на одне домашнє господарство  становив 87 138 доларів США (медіана — 64 167), а середній дохід на одну сім'ю — 133 362 долари (медіана — 103 068). Медіана доходів становила 62 031 долар для чоловіків та 43 864 долари для жінок. За межею бідності перебувало 10,5 % осіб, у тому числі 0,0 % дітей у віці до 18 років та 16,4 % осіб у віці 65 років та старших.
Цивільне працевлаштоване населення становило 110 осіб. Основні галузі зайнятості: освіта, охорона здоров'я та соціальна допомога — 28,2 %, науковці, спеціалісти, менеджери — 21,8 %, виробництво — 10,0 %, оптова торгівля — 9,1 %.